# 춘신군
춘신군(春申君, ? ~ 기원전 238년)은 전국 시대 초나라의 정치가로, 성은 황(黃), 이름은 헐(歇)이다. 전국사군자의 한 사람으로, 고열왕을 옹립하고 국세가 기울어가던 초나라를 지탱하였다.

## 약력

### 진의 인질
황헐이 국정에 처음 등장한 것은 기원전 274년의 일로, 경양왕의 명으로 진(秦)에 사신으로 갔을 때였다. 이 무렵 진은 한(韓)·위(魏)를 거느리고 초를 공격하고 있었다. 황헐은 소양왕에게 글을 올려 「천하에 진과 초 이상으로 강한 나라는 없습니다. 진이 초를 공격하는 것은 두 마리 범이 서로 치는 것과 같으니, 다같이 상처받고 약한 개(한 ・ 위)를 이롭게 할 뿐입니다.」라며 설득했고, 소양왕은 그 이치를 인정해 초와 화친하기로 했다. 이듬해 초는 평화의 증표로서 태자 완(完, 훗날의 고열왕)을 진에 인질로 보냈고, 황헐이 그 시종으로서 함께 진에 들어가게 되었다. 기원전 264년, 본국에서 경양왕이 병으로 쓰러지자, 국외에 있는 태자를 제치고 공자 가운데 누군가가 왕이 될 가능성이 커지자 황헐은 진의 재상 범수(范雎)를 설득해 완을 귀국시켜줄 것을 청했다. 범수로부터 이를 전해들은 소양왕은 먼저 황헐을 돌려보내어 사태를 지켜보기로 했지만, 황헐은 완을 자신보다 먼저 몰래 초로 귀국시키고 자신은 남기로 결정한다. 일이 탄로난 뒤 소양왕은 노하여 황헐을 죽이려 했지만 범수의 주선으로 무사히 초로 귀국할 수 있었다. 그로부터 3개월 뒤 완이 초의 왕으로 즉위하였고, 황헐은 이때의 공적으로 고열왕으로부터 영윤으로 임명되어 회북(淮北) 12현을 하사받고, 춘신군이라 불리게 되었다.

### 영윤으로서
기원전 258년, 조(趙)의 수도 한단(邯鄲)이 진에 포위되자, 조의 평원군이 구원을 요청하는 사자를 보내왔다. 춘신군은 이에 응하여 병사를 보냈고 진은 한단의 포위를 풀고 철수하였다.
기원전 248년, 왕에게 「회북은 제(齊)와 접해 있는 중요한 땅이니 직할군으로 삼는 것이 좋겠습니다」라고 말을 올려, 회북 대신 강동(江東)을 내려받았고, 옛 오(呉)의 성을 자신의 거성(居城)으로 삼았다. 그 뒤 군사를 내어 노(魯)를 멸망시켰다.
춘신군은 아래에 식객(食客) 3천 인을 모아 거느리고 있었는데, 상객(上客)은 모두 구슬로 장식한 신발을 신고 있었다고 한다. 객 중에는 성악설을 제창한 것으로 유명한 순자(荀子)도 있었고, 춘신군은 그를 난릉현령(蘭陵縣令)으로 삼았다.
기원전 241년, 제후의 합종군을 이끌고 진을 공격했으나 실패한다. 이 실패로 고열왕은 춘신군을 원망하여 양자의 사이는 소원해진다.
이 해에 춘신군의 제안으로 초는 수춘(壽春)으로 도읍을 옮겼다.

### 말기
춘신군의 식객 가운데 이원(李園)이라는 사람이 있었는데, 그의 여동생이 몹시 아름다웠다. 이원은 언젠가 그녀를 고열왕에게 바쳐 출세할 생각을 하고 있었다. 춘신군 또한 그 여동생을 몹시 총애하였는데, 이후 그녀는 춘신군의 아이를 임신하였고, 이에 이원은 고열왕에게 자식이 없음을 들어 춘신군에게 「내 누이동생을 왕에게 바치고, 뱃속의 아이를 왕의 아들로서 다음 왕으로 세운다면 초는 당신 뜻대로 될 것이다」라고 말했다. 춘신군은 이 책을 깊이 받아들여 고열왕에게 이원의 여동생을 바치게 되었고, 그녀가 왕후(王后)가 되면서 이원도 높은 지위에 올랐다. 그러나 그 뒤 이원은 일이 탄로날 것을 두려워하여 춘신군의 목숨을 노리게 되었고, 위기를 느낀 춘신군의 식객 주영(朱英)이 「내게 이원을 죽이라 명해주십시오」라고 말했으나, 춘신군은 이원을 가볍게 보아 듣지 않았다. 주영은 신변 위협을 느끼고 그대로 도망쳐 버린다.
기원전 238년, 고열왕은 병사하고, 장례식에 가던 춘신군은 자문(棘門)에서 매복하고 있던 이원의 자객에게 종자와 함께 살해되어 그 목이 성 밖에 버려졌고, 일족과 따르던 무리들도 모두 살해되었다. 이원의 여동생이 낳은 춘신군의 아들은 훗날 즉위하여 유왕(幽王)이 되었다. 유왕은 재위 10년째인 기원전 228년에 죽고, 유왕의 친동생인 애왕(哀王)이 뒤를 이었으나 재위 두 달만에 이복 형인 부추(負芻)의 습격으로 살해된다.